# Charles Lamoureux
Charles Lamoureux, född 28 september 1834, död 21 december 1899, var en fransk dirigent.
Lamoureux studerade vid konservatoriet i Paris och utbildade sig till violinist. Lamoureux grundade 1863 en stråkkvartett, som skattades högt. Genom sin verksamhet i den av honom 1873 stiftade Société de l'harmoie sacrée, där oratorier av Bach och Georg Friedrich Händel för första gången framfördes i Frankrike, vann han rykte som en av Paris främsta dirigenter. År 1881 grundade Lamoureux ett nytt konsertföretag, Société des nouveaux concerts, som några år senare fick namnet Concerts Lamoureux. Lamoureux kvarstod här till 1897, då han överlämnade ledningen till sin måg, Camille Chevillard.